# École des cadres d'Uriage
Pour les articles homonymes, voir Cadre.
L'École des cadres d'Uriage est une institution française créée sous le régime de Vichy, par le capitaine de cavalerie Pierre Dunoyer de Segonzac.
Son titre complet est « École nationale des cadres de la jeunesse d'Uriage » (ENU ou ENCU). Elle a pour mission de former les nouvelles élites françaises, initialement dans le cadre de la Révolution nationale. Elle est placée sous la tutelle du Secrétariat Général à la Jeunesse.
Fondée en septembre 1940, elle est fermée officiellement le 1er janvier 1943 par un décret du 27 décembre 1942 de Pierre Laval.
L’école est située à Uriage, localité distante de 12 km de Grenoble, dans un château ayant appartenu à une branche de la famille maternelle du chevalier Bayard.
Le regard porté sur l’école est ambivalent. En effet, si le personnel de l’école a été d’abord fidèle au maréchal Pétain, ils n’ont pas pour autant hésité à critiquer ensuite l’attitude collaborationniste du pouvoir avec l’Allemagne nazie jusqu’à s’engager, pour nombre d’entre eux, dans la Résistance active.

## Histoire de l'école d'Uriage

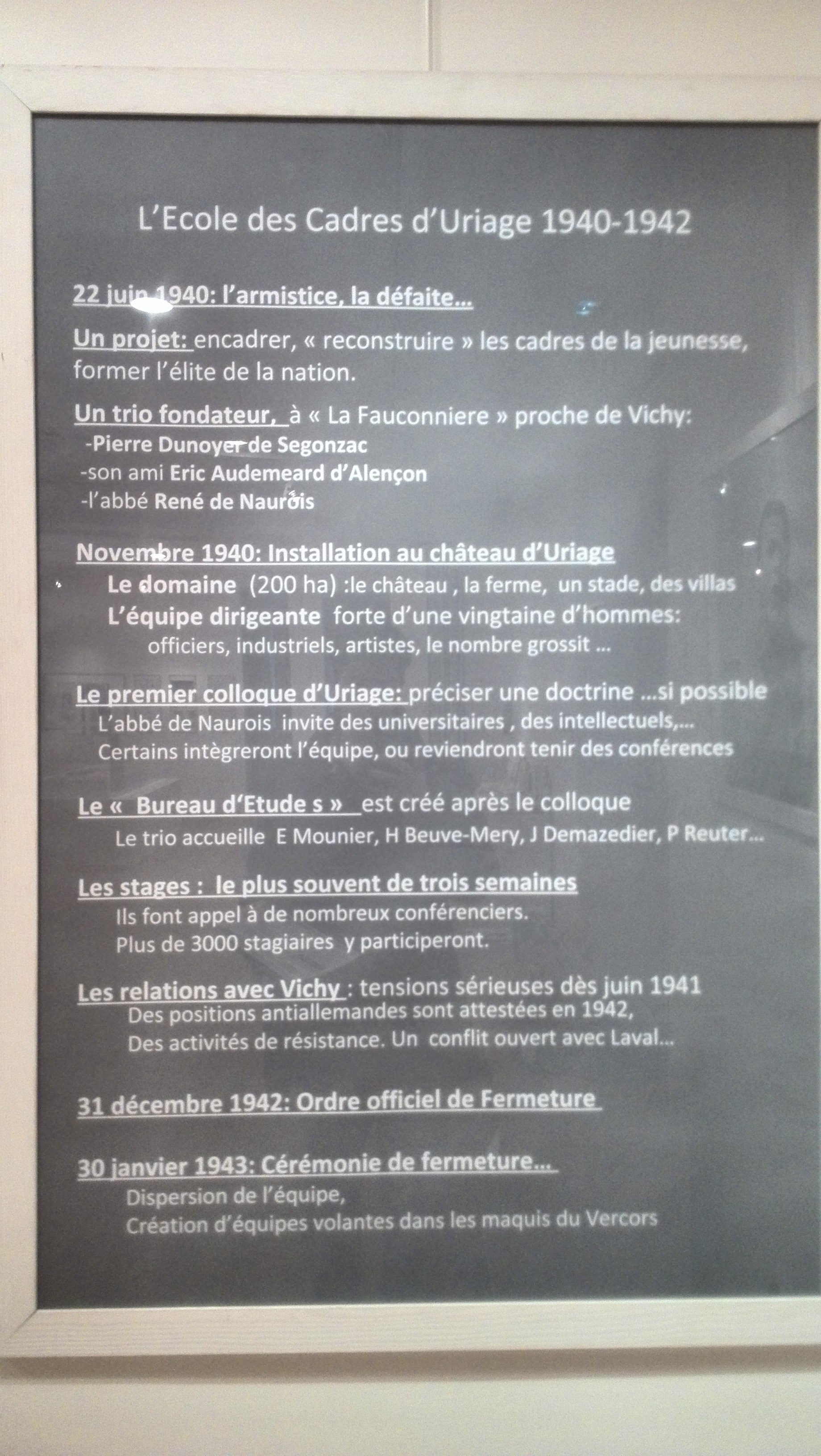
de l'école des cadres d'Uriage (1940-1942), affiché à l'exposition sur l'école des cadres, centre culturel Le Belvédère, Saint-Martin-d'Uriage (2017).

### Contexte historique
L’école d’Uriage est née de la volonté du régime de Vichy de renouveler les élites françaises et sa création s’intègre pleinement dans le programme de « Révolution nationale ». En effet, le 25 juin 1940, trois jours après l’armistice officialisant la débâcle française, le maréchal Pétain déclare vouloir opérer un « redressement moral et intellectuel ». Pétain est persuadé de la responsabilité des élites dans la décadence française : d’un côté, l’état-major français a été surclassé stratégiquement et tactiquement par l’ennemi allemand et s’est vu infliger une lourde défaite, de l’autre la classe politique a précipité la IIIe République vers sa fin, permettant, par ailleurs, à Pétain d’arriver au pouvoir.
C’est dans cette optique que Pétain en appelle à « une France neuve » et qu’il décide la création d’une soixantaine d’écoles de cadres, dont celle d’Uriage qui est probablement la plus connue. Ce raisonnement s’apparente à celui qui avait animé les cadres de la Troisième République après la défaite de Sedan contre la Prusse en 1870, et qui avait en partie été à l’origine de la fondation de l'école libre des sciences politiques par Émile Boutmy. La création de l’école d’Uriage émane, selon l'historien Jérôme Cotillon, de Georges Lamirand, responsable du secrétariat à la Jeunesse, qui a donné au jeune officier Pierre Dunoyer de Segonzac la charge d’ériger une institution visant à former les jeunes cadres censés à terme prendre la tête des mouvements de jeunesse de l’État français. L’école, clairement conçue comme le lieu de formation d’une nouvelle élite dirigeante, aurait été l'un des piliers de la Révolution Nationale. Toutefois, selon le témoignage de l'aumônier René de Naurois, vétéran du Commando Kieffer, la création de l'Ecole d'Uriage relève de la seule initiative Pierre Dunoyer de Segonzac et son évolution idéologique sous sa direction, fort éloignée du pétainisme et de la collaboration, eut comme rapide effet sa fermeture moins de deux ans après son ouverture.
C'est l'un des trois établissements d'envergure nationale parmi plus d'une soixantaine d'écoles de cadres créées par Vichy, les deux autres étant celle de La Chapelle-en-Serval, en zone occupée, et l'école nationale des cadres féminins d'Écully.

### Création de l'école

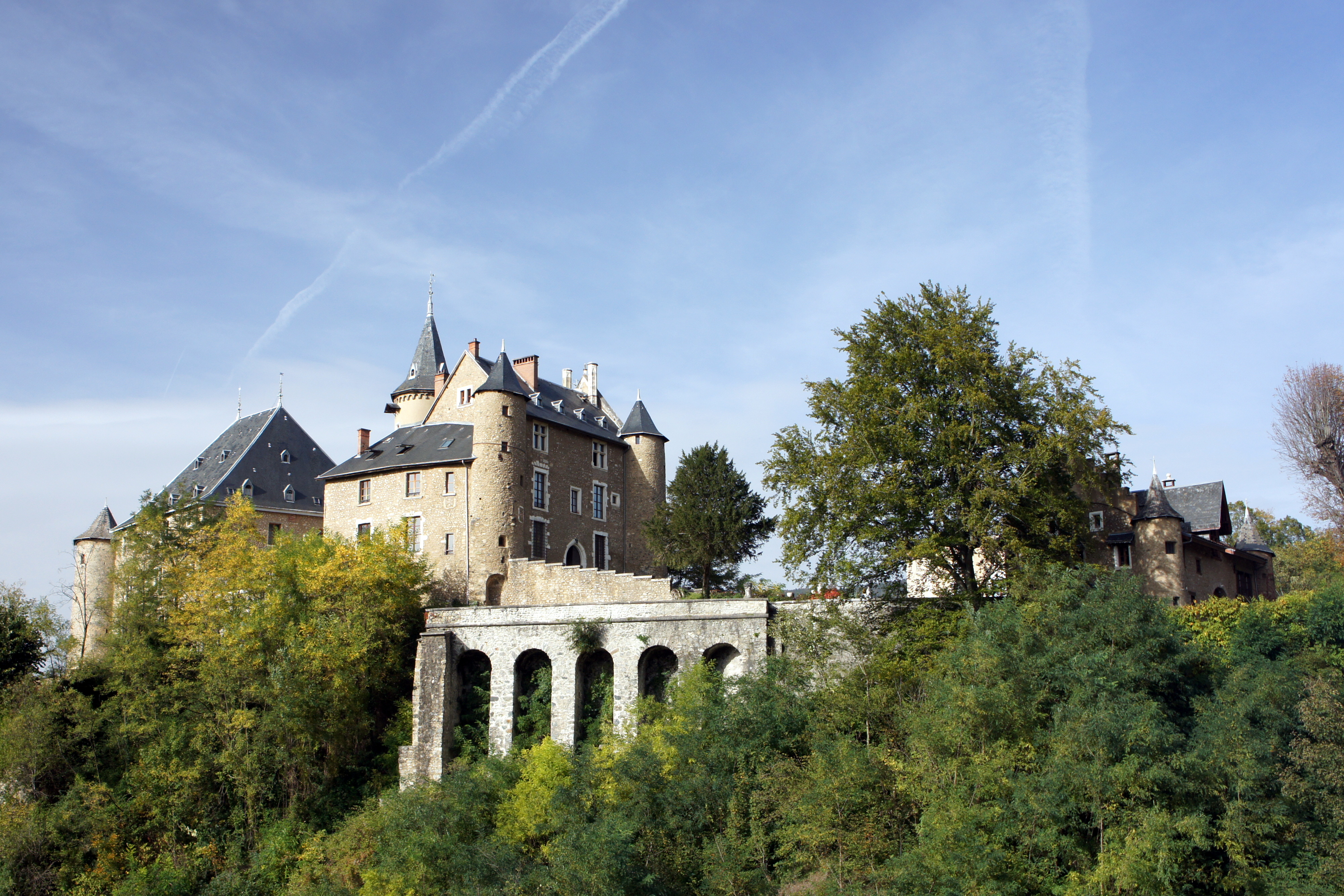
Le château d’Uriage abrita l'École des cadres de la jeunesse à partir du début de 1941.

En août 1940, après avoir obtenu toutes les autorisations nécessaires de la part du gouvernement de Vichy, Pierre Dunoyer de Segonzac se met à la recherche d’un endroit pour installer son école. Il choisit un château à la Faulconnière près de Gannat. L’entreprise est complexe car il lui faut tout créer : programmer les stages, trouver des formateurs, conférenciers, organiser l'intendance (logement, nourriture…)… Il recrute ses amis comme personnels parmi lesquels le capitaine de cavalerie Éric Audemard d'Alançon. Les premiers stagiaires forment la promotion « Nouvelle France » et sont pour la plupart des aspirants et sous-officiers. Il arrive à la Faulconnière le 19 septembre et reste une quinzaine de jours.
Toutefois, fin octobre 1940, Pierre Dunoyer de Segonzac décide de déménager car il considère qu’il est trop près géographiquement de Vichy. Il dépêche Éric Audemard d'Alançon dans les Alpes pour trouver un nouveau lieu propice à l’installation de son école. C’est à nouveau un château qui est choisi par les chefs de l’école. Il se situe à Uriage à environ 450 mètres d’altitude.

### L’école d’Uriage soutenue par Pétain et Pétain soutenu par l'école d'Uriage
L’initiative de Pierre Dunoyer de Segonzac est appréciée par le maréchal Pétain lui-même qui voit dans la création des écoles de cadres l’accomplissement ou tout du moins l’évolution positive de son projet de Révolution nationale. Pétain affiche publiquement son soutien à Pierre Dunoyer de Segonzac en venant lui-même visiter l’école le 20 octobre 1940, date du baptême de la promotion « Maréchal-Pétain » de l’école. Ainsi, Pétain accompagné de Georges Lamirand, secrétaire général à la Jeunesse, et de Georges Ripert, ministre de l’éducation nationale, passe en revue les stagiaires de l’école. En fait, Pétain soutient Uriage car il veut une nouvelle génération de chefs capables de diriger ses Chantiers de la jeunesse française.
Les dirigeants et stagiaires mais aussi les conférenciers sont attachés à la figure du maréchal Pétain . Les hommes d’Uriage le soutiennent, il s’agit de se mettre au service de celui qui est le plus à même de les défendre. En effet, même de Gaulle, au début de l’expérience d’Uriage, ne dispose pas d’un auditoire nombreux comme à la fin de la guerre. Dans un premier temps, les hommes d’Uriage mettent Pétain au-dessus de tout soupçon. Toutefois, ils n’adoptent pas la même attitude avec les autres membres du gouvernement de Vichy à commencer par Pierre Laval. Ils dénoncent même la collaboration avec l’ennemi car pour eux, la guerre n’est pas finie. Paul-Henry Chombart de Lauwe rapporte des propos de Pierre Dunoyer de Segonzac prononcés lors de la première veillée de l’école aux nouveaux stagiaires : « Je suis un officier d’active, j’étais à tel régiment en garnison à Reims et je suis décidé à rentrer dans Reims les armes à la main. »

### L'évolution de l'école: La critique du pouvoir et la fermeture
L’école gagne rapidement en influence et les intervenants sont de plus en plus nombreux. Un bureau d’étude est créé début 1941, dont Hubert Beuve-Méry prend la responsabilité. Beuve-Méry, Mounier, Dumazedier ne s'y sont engagés qu'à condition de garder leur liberté de parole complète. Ce bureau s’occupe d’organiser les conférences en prenant contact avec des intervenants venus de la France entière. Il élabore aussi une doctrine de la « rénovation française ». Toutefois, les premières critiques négatives se font entendre dès 1941. L’école réagit par le biais de son journal Jeunesse France. Le 8 janvier 1941, les lecteurs du journal ont l’occasion de lire : « On nous a reproché d’une part d’être des totalitaires, et d’autre part de défendre de vieilles méthodes démocratiques ». Dès lors, on comprend que l’école est prise entre des feux. L’école subit des pressions aussi de la part du gouvernement. Le 17 février 1941, Vichy ordonne le limogeage de l’abbé de Naurois et d'Emmanuel Mounier. Pierre Dunoyer de Segonzac refuse (ils ne partiront qu'un an plus tard). Plus tard, il est convoqué chez le préfet Didkowski pour avoir « souhaité la victoire de l’Angleterre » lors d’une conférence à Grenoble.
De manière générale, l’école subit des pressions de la part de Vichy, à commencer par la visite de l'amiral Darlan fin mai 1941 après laquelle l’abbé de Naurois quitte définitivement l’école. Vichy demande à Pierre Dunoyer de Segonzac d’organiser une conférence avec Jacques Doriot à Uriage. Selon Emmanuel Mounier, Pierre Dunoyer de Segonzac aurait répondu : « Vous pouvez l’ordonner mais je précise que le jour où Doriot sera à l’école, j’en serai absent ». De fait, l’école prend ses distances avec Vichy petit à petit. En effet, Vichy considère que Pierre Dunoyer de Segonzac et ses fidèles doivent « enseigner la Révolution nationale » et se limiter à cet objectif. La publication d’articles tels que « Le libéralisme de la pensée » d’André Lacaze et « Quelques idées concernant la Patrie » de Louis Lallement symbolise les divergences qui existent entre le régime vichyste et l’école d’Uriage. Toutefois, Pierre Dunoyer de Segonzac reste fidèle au maréchal. Il déclare le 10 novembre 1941, à la fin d’un stage pour les officiers de Saint-Cyr : « Nous sommes au service du maréchal, oui ; au service de son gouvernement ? Non ! » Il persiste à croire que Pétain était contraint et forcé d’accepter les initiatives du gouvernement.
Dès 1941, élèves et formateurs de l’école d’Uriage prennent leurs distances avec le régime vichyste qui confirme activement son antisémitisme et pratique la collaboration. L’année 1942 est réellement l’année de la rupture entre Uriage et le gouvernement vichyste. Le 17 avril 1942, Pierre Dunoyer de Segonzac rencontre le général Giraud à Lyon dans la plus grande discrétion car ce dernier est en fuite après s’être échappé de Königstein où les Allemands le gardaient prisonnier. Le lendemain Pétain rappelle Laval au pouvoir et ce dernier devient, par l'Acte constitutionnel numéro XI, le responsable « de la politique intérieure et extérieure de la France ». Certains membres d'Uriage cachent des armes au château. Pétain étant un peu plus en retrait de la vie politique, les critiques d’Uriage se font encore plus virulentes envers le gouvernement. Dans les conférences, on parle parfois de « chasser les Allemands de France ».
En septembre 1942, Pierre Dunoyer de Segonzac est menacé de révocation et d’arrestation. On lui propose même de partir en Afrique mais il refuse. L’oppression envers les juifs s’intensifiant depuis plusieurs mois, Uriage sert de refuge pour les juifs des villes voisines, parfois même de Lyon où Uriage a comme contact privilégié le père Pierre Chaillet, créateur des Cahiers du Témoignage chrétien, et un des principaux responsables de la protection des juifs à Lyon. Le divorce avec le gouvernement est consommé. Pierre Dunoyer de Segonzac critique Laval ouvertement. Les jours de l’école sont comptés. L’école d’Uriage est officiellement fermée le 1er janvier 1943 par application d’un décret signé par Laval le 27 décembre 1942. Pierre Dunoyer de Segonzac écrit : « Mon premier souci fut d’organiser la nouvelle existence de tout ce monde voué à la Résistance… ».
Dès janvier 1943, les lieux sont repris pour une école de la Milice de Darnand. Le caricaturiste collaborationniste Ralph Soupault, militant du PPF, la décrit dans Le Cri du peuple en décembre 1943.
De nombreux commentateurs locaux feront ensuite la confusion entre les écoles successives, d'autant qu'après la Libération, l'école deviendra école militaire sous la direction de Xavier de Virieu, ancien « uriagiste ».

### Le passage dans la Résistance active et le rôle dans les combats de la Libération
C’est parce que Laval perçoit que les membres de l’école ne sont pas prêts à cautionner la nouvelle tournure de la Révolution nationale qu’il décide sa dissolution en décembre 1942. Lors de sa dernière conférence à Uriage, Dunoyer de Segonzac prône le « devoir de désobéissance ». Même si, selon Hubert Beuve-Méry, travailler à Uriage est une forme de résistance, les membres d’Uriage entrent véritablement dans la Résistance active en 1943. Pierre Dunoyer de Segonzac est sous le coup d’un mandat d’arrêt le 22 janvier 1943. Ce jour, il rentre dans la clandestinité et quitte Uriage. Le 11 février, la milice de Joseph Darnand prend possession du château d’Uriage. 
Les équipes d’Uriage se dispersent, mais le bureau d'études continue et s'installe au château de Murinais, sous la conduite de Gilbert Gadoffre permettant aux anciens membres de l’école de garder le contact et de continuer le combat. Pierre Dunoyer de Segonzac crée un Ordre d’Uriage mais de nombreux anciens personnels n’en font pas partie. Élèves et formateurs vont appliquer aux maquis du Vercors, de Savoie et Haute Savoie leurs compétences de chef. À la demande du général Alain Le Ray (1er commandant du Vercors), ils forment les « équipes volantes, » chargées de former les maquisards, « un peu à l'abandon sur le plan moral. Il fallait faire de ces jeunes [réfractaires au S.T.O] des clandestins et des combattants de la libération et donc leur expliquer ce qu'on allait faire d'eux et pourquoi on allait se battre. » Ces équipes étaient composées de trois personnes chargées « de l'éducation physique de combat, d'animer des veillées sur la France et sur l'action révolutionnaire, à apprendre des chants de détente nationaux et révolutionnaires […] de diriger des cercles d'études ou exposés sur le rôle des corps francs, la place des camps dans la résistance française et dans la coalition de nations alliées […] enfin l'organisation de la vie du camp et d'un plan de travail. »

L'école, devenue clandestine, diffuse des notes de synthèse sur la situation du pays auprès des anciens élèves de confiance. Paul-Henry Chombart de Lauwe est chargé de mission à Alger auprès de Giraud dès janvier 1943. Xavier de Virieu crée le Radio Journal Libre et Radio Maquis (juillet 1943-août 1944) visant à tenir au courant des informations récentes les maquis. Pierre Dunoyer de Segonzac est en contact avec les principaux chefs de la Résistance. Il rencontre en janvier1944 le Général de Gaulle à Alger qui le reçoit très mal. Cependant, il diffuse au retour une note confidentielle qui conclut : 

« Le général de Gaulle doit être le chef de la France de demain. Il le mérite par la façon dont il a défendu les intérêts de son pays […]. Il est nécessaire d'observer de très près, avec la plus légitime méfiance, les agissements américains vis-à-vis de notre pays […]. »

Si Pierre Dunoyer de Segonzac n’arrive pas à imposer son mouvement au sein du Conseil national de la Résistance, des chefs de la résistance et des hommes d'Uriage se réunissent pour préparer activement la mise en place d'une administration efficace dès la libération à venir (rencontre dans le Vercors avec Le Ray, et rencontre les 9 et 10 octobre 1943 aux Clefs, à Manigod près de Thônes). C'est ainsi que des hommes d'Uriage participèrent activement aux Comités Départementaux de Libération de l'Isère et de Haute-Savoie.
Pendant la Libération, les anciens membres de l’école jouent différents rôles. Certains comme Pierre Dunoyer de Segonzac conduisent des troupes. Le 20 octobre, le corps franc Bayard qu’il dirige est transformé en 3e Dragons puis en 12e Dragons. Les hommes de ce régiment s’illustrent sous le commandement de Pierre Dunoyer de Segonzac lors de la prise de Nevers le 11 et 12 septembre 1944. Il fait toute la campagne du Rhin et du Danube.
Xavier de Virieu, qui avait rejoint Pierre Dunoyer de Segonzac à la fermeture de l’école, prend la direction de l’école militaire d’Uriage dans le château débarrassé de la Milice de Darnand.

## Présentation de l'école d'Uriage

### L'esprit d'Uriage
À la création de l'école, les « chevaliers d’Uriage », comme se surnomment eux-mêmes certains membres de l’école, sont animés par « un maréchalisme convaincu et par un fort sentiment patriotique ». .
Si l’équipe dirigeante est assez diversifiée, menée par Dunoyer de Segonzac chrétien royaliste, et composée de catholiques sociaux et de marxistes laïques (Dumazedier), elle est attachée à un esprit ouvert et laïque. L'école développe ainsi des thèmes classiques sur les philosophes, sur la culture, mais aussi des thèmes sociaux comme la question ouvrière, l'histoire du mouvement ouvrier, le capitalisme, les monopoles économiques. Fortement influencée par le personnalisme d'Emmanuel Mounier et indirectement par Péguy, l'école promeut des valeurs qui dépassent les vies individuelles, voire les subliment, suivant une notion que l'équipe appelle le « spirituel ».
Son orientation vers la question sociale et le renouvellement des élites la conduit à ne rien ignorer de la pensée marxiste. « Dans les cahiers d’Uriage, témoigne Cacérès, paraissaient des études sur le prolétariat avec des textes de Marx, Engels et autres auteurs qui étaient loin de répondre aux mots d’ordre de Vichy » (Cacérès, 1964). Ni lutte des classes, ni nazisme, ni libéralisme, plutôt une quatrième voie, de l’ordre de ce qu’on nommera ensuite la participation ou l’autogestion, lancée par une avant-garde formée à l’ascétisme d’une morale individuelle exigeante. Cacérès caractérise le projet comme une recherche de « nouvelles structures sociales et économiques qui devraient permettre une participation des travailleurs au profit et à la gestion, une promotion ouvrière, une « mystique du travail ».
L'école enseigne aussi la patrie, à reconstruire comme une communauté nationale, fraternelle, basée sur un « Humanisme révolutionnaire », communauté qu'elle met en œuvre à son échelle. Ces thèmes seront compilés et publiés sous le titre Vers le style du XXe siècle par Gilbert Gadoffre.
L'équipe a un sentiment profond du devoir, est consciente de sa tâche et du rôle futur des élites dans la reconstruction morale de la France après l’épreuve de la guerre. Cependant, cette reconstruction ne doit prendre la forme d'un totalitarisme soviétique qui écrase l’individu au profit du groupe, ni d'un nazisme français, ni d'un libéralisme individualiste (contre lequel Segonzac mettra en garde suite à sa mission à Alger).
L’esprit d’Uriage tend à exalter un mode de vie communautaire basé sur de nombreux travaux de groupe, mais accordant une place toute particulière au développement intellectuel et spirituel de l’individu. L’enseignement à Uriage se démarque de l’instruction traditionnelle, puisqu’il se fonde davantage sur des travaux pratiques expérimentaux et des conférences que sur les livres. C'est aussi à Uriage que Joffre Dumazedier développe avec Benigno Cacérès la pratique de l'« entraînement mental » qui sera popularisé ensuite par Peuple et culture. Cet enseignement est doublé d’une intense pratique physique, parfois sur un mode paramilitaire. Le tout a pour objectif de former des individus complets appelés à devenir des chefs.
Plus tard dès la libération, des « uriagistes » tenteront de mettre en œuvre cet esprit, cet « humanisme révolutionnaire », notamment à Peuple et culture à Grenoble et au Centre des Marquisats à Annecy
Après la guerre, des questions comme celle de la compatibilité entre l'humanisme marxiste et l'humanisme d'Uriage est discutée, et divisent le groupe. l'Ordre d'Uriage, tel qu'imaginé, n’avait alors plus de réelle raison d’exister. Des réunions entre anciens d’Uriage s’espacèrent, de moins en moins régulières, sous le signe de l'amitié, du souvenir, d'une certaine nostalgie. La dernière eut lieu le 18 juin 1988.

### Les membres
Au printemps 1942, les archives de l’École fournissent un certain nombre de statistiques permettant d’établir les profils de stagiaires les plus fréquents. L’école ne recrute que des hommes. Les statistiques concernent 1 064 stagiaires qui ont participé aux stages longs. Parmi eux, on compte 55,3 % de stagiaires entre 21 et 30 ans. Seuls 9 % d’entre eux ont plus de 40 ans et 11,5 % moins de 21 ans. Leurs origines professionnelles varient beaucoup. Il y a une forte présence d’étudiants (26,2 % soit 279 stagiaires) suivie par celle des industriels, entrepreneurs et ingénieurs qui représente 12,9 % d’entre eux soit 137 stagiaires. On dénombre aussi 109 officiers de l’armée (armée de terre, de mer et de l’air) soit 10,3 % de l’effectif total. À noter, la présence de quelques représentants des Grands corps de l’État, environ 8,1 % du total. La part d’ouvriers, d’employés, de professions libérales, de représentants d’organisations de jeunesse oscillent entre 5 % et 7 % chacune. À noter une dizaine d'ouvriers et employés de la communauté industrielle Boîtiers de montre de Dauphiné (Boimondau) dirigé par Marcel Barbu qui participe lui-même aussi au stage général.
Les « stagiaires » y font un passage de deux semaines puis une formation longue de 6 mois. Les formateurs sont pour la plupart des intervenants extérieurs qui vont modeler les valeurs de l’école. Parmi eux, on trouve les noms d’Hubert Beuve-Méry (fondateur du journal Le Monde en 1944), Emmanuel Mounier (fondateur de la revue Esprit en 1932), François Perroux (fondateur de l'Institut de sciences mathématiques et économiques appliquées en 1944), Paul Reuter (président de l'Institut de droit international en 1985) et Jean-Marie Domenach (secrétaire, puis directeur, de la revue Esprit de 1946 à 1976).

### Bilan et postérité
Le bilan de l’institution est à nuancer dans la mesure où il apparaît à la fois comme un succès et un échec. C’est à première vue un échec flagrant, puisque les cadres destinés à être les piliers de la Révolution nationale et du régime se retournent contre celui-ci, et Vichy est pris de court par une situation dont il a perdu le contrôle ; mais c’est aussi une réussite, dans la mesure où l’objectif initial — former des dirigeants de haute qualité et compétence — a été validé. En effet, l’École d’Uriage a bien été une pépinière dont sont sortis non seulement des « chefs» politiques ou militaires, mais aussi des animateurs de la vie politique culturelle et sociale. Vichy a donc bien créé des forces et des initiatives, mais celles-ci n’ont pas suivi le chemin de la Révolution nationale.
À la libération, des hommes d'Uriage ont fortement participé au comités départementaux de libération de l'Isère et de Haute Savoie. Ils sont les acteurs principaux du bouillonnement culturel de la région, avec la création de Peuple et culture, du centre inter-faculté de Grenoble, du centre des Marquisats à Annecy (« centre d’études et d’information destiné à la formation des cadres, des syndicats, de l’ensemble des mouvements de jeunesse, des mouvements sportifs et des jeunes ruraux »), du centre d'éducation ouvrière.
Uriage a suscité d'autres expériences communautaire (comme La Vie nouvelle), et à plus long terme le souci pédagogique et éducatif deviendra l'une des principales préoccupations : Peuple et culture déjà évoqué, l'Institut collégial européen (Gadoffre), Jean Leveugle dans le cadre de l'éducation des adultes à l'UNESCO, Louis Moreau à l'université du troisième âge de Grenoble, Jean Barthalais au centre de formation professionnelle des adultes, Simon Nora à l'ENA…
Beaucoup occuperont des postes à responsabilité. Hubert Beuve-Méry fonde Le Monde en 1944, Joffre Dumazedier s’attelle à co-fonder en 1945 le mouvement national et indépendant d’éducation populaire Peuple et culture et devient un universitaire reconnu (sociologie des loisirs), Yves Robert obtient sa notoriété du cinéma, Jean-Marie Domenach anime la revue Esprit, Paul Reuter sera membre de la délégation française lors des négociations menant à la création de la Communauté européenne du charbon et de l'acier, Georges Laplace devient archéologue au CNRS.

### Journée type
Une journée type se décomposait comme suit :
- 7 h – 7 h 15 : décrassage
- 7 h 15 – 8 h 45 : toilette, petit déjeuner, mise en ordre des locaux
- 8 h 45 – 9 h : salut aux couleurs
- 9 h – 10 h : éducation physique ou entraînement à un sport
- 10 h 30 – 12 h : conférence ou cercle d’études
- 12 h – 14 h : déjeuner ou repos
- 14 h – 15 h : conférence ou cercle d’études
- 15 h 45 – 17 h : travaux manuels
- 17 h 30 – 19 h : travail en étude
- 19 h – 20 h : dîner et repos
- 20 h 30 – 22 h : veillée
- 22 h : extinction des feux

Une organisation de type militaire, mais qui laissait une grande place aux études, conférences et débats.

## Signes distinctifs
La devise de l'école est : « Plus est en nous » Son cri de ralliement est : « Jeunesse… France. »
Elle a pour hymne :

« De nos ruines, de nos fautes, nous portons la rage au cœur
 Préparons nos combats sans trêve et sans peur
 Que remonte à nos lèvres le mot fier, le chant pur
 Retrouvons entre nous la vie simple et dure
 Tous ensemble dressons-nous dans nos âmes, dans nos corps
Nous voulons des Français décidés et forts. »

#### Sur le régime de Vichy
- Bénédicte Vergez-Chaignon, Les vichysto-résistants, [Paris], Perrin, coll. « Tempus » (no 655), 2016, 910 p., Édition revue et augmentée (ISBN 978-2-262-06662-8, OCLC 960192271)
- Jean-Pierre Azéma et Olivier Wieviorka, Vichy, 1940-1944, Paris, Perrin, coll. « Tempus » (no 68), 2004 (1re éd. 1997), 374 p. (ISBN 2-262-02229-1, présentation en ligne)
- Jackson Julian, La France sous l’occupation 1940-1944, Flammarion pour la traduction française avec l’autorisation d’Oxford University Press, 2004
- Jean-François Muracciole, La France pendant la Seconde Guerre mondiale : De la défaite à la libération, Le Livre de poche, 2002
- Robert Paxton (trad. Claude Bertrand, préf. Stanley Hoffmann), La France de Vichy 1940-1944 [« Vichy France : Old Guard and New Order, 1940-1944 »] [« La France de Vichy : vieille Garde et Ordre Nouveau, 1940-1944 »], Paris, Éditions du Seuil, coll. « L'Univers historique », 1973, 375 p. (présentation en ligne) Réédition : Robert Paxton (trad. Claude Bertrand, préf. Stanley Hoffmann), La France de Vichy 1940-1944 [« Vichy France : Old Guard and New Order, 1940-1944 »] [« La France de Vichy : Vieille Garde et Ordre Nouveau, 1940-1944 »], Paris, Éditions du Seuil, coll. « Points Histoire », novembre 1997 (réimpr. 1999) (1re éd. 1973), 475 p. (ISBN 978-2-02-039210-5, présentation en ligne).
- Denis Peschanski, Vichy, 1940-1944 : contrôle et exclusion, Bruxelles, Éditions Complexe, coll. « Questions au XXe siècle » (no 94), 1997, 208 p. (ISBN 2-87027-683-4, présentation en ligne), [présentation en ligne]
- Henry Rousso, Vichy : l'événement, la mémoire, l'histoire, Paris, Gallimard, coll. « Folio. Histoire » (no 102), 2001, 746 p. (ISBN 2-07-041749-2)

#### Sur l'école d'Uriage
- Hubert Beuve-Méry, Paroles écrites, Grasset, 1991.
- Bernard Comte, L’École nationale des cadres d’Uriage, Atelier national de reproduction des thèses, thèse soutenue en 1987.
- Une utopie combattante : L'École des cadres d'Uriage (1940-1942), Paris, Éditions Fayard, coll. « Pour une histoire du XXe siècle », 1991
- Antoine Delestre, Uriage : une communauté et une école dans la tourmente 1940-1945, Presses universitaires de Nancy, 1989, 333 p. (ISBN 2-86480-354-2, présentation en ligne).
- Pierre Bitoun, Les hommes d'Uriage, Paris, La découverte, septembre 1988, 293 p. (ISBN 2-7071-1771-4).
- Colloque sous la direction de Pierre Bolle, Grenoble et le Vercors, novembre 1975

### Ressource radiophonique
- Fabrice Drouelle, « L’École des cadres d'Uriage » [audio], émission Affaires sensibles (55 min), France Inter, 31 janvier 2023.